# 赖因霍尔德·森
赖因霍尔德·森（德語：Reinhold Senn，1936年12月6日—），奥地利男子雪橇运动员。他曾代表奥地利参加1964年冬季奥林匹克运动会雪橇比赛，联同赫尔穆特·塔勒尔获得双人银牌。